# Knihovna věcí
Knihovna věcí (z anglického library of things) je koncept, kdy lidé dají věci, které nepotřebují (či potřebují například jen jednou za rok) na místo, odkud si je mohou půjčovat ostatní. Toto místo věci eviduje, skladuje a půjčuje podobně jako běžné knihovny. Tento koncept stojí na myšlenkách minimalismu a sdílené ekonomiky.

## Knihovny věcí v praxi
První knihovny věcí vznikaly ve Velké Británii, v současnosti už jsou také v Kanadě, Německu, Nizozemsku i České republice. Půjčuje se v nich například nářadí, hudební nástroje, sportovní či outdoorové vybavení, ale nabídka se může lišit podle toho, co do knihovny kdo věnuje. Pokud počet věcí přesáhne určitou mez, knihovny věcí často vytváří katalog podobně jako klasické knihovny. Způsob financování je vždy na zřizovateli, může fungovat například jako nezisková organizace, která funguje na dobrovolných příspěvcích vypůjčovatelů.

### Knihovny věcí v Česku
V roce 2018 se v České republice nachází 2 knihovny věcí v Praze – Library of Things, která byla v roce 2017 nominována na Social Impact Award a knihovna věcí na Goethe Institutu. Od března 2019 je v provozu také knihovna věcí v Brně při organizaci Mladiinfo.